# Crise política nas Maldivas em 2018
Uma crise política nas Maldivas se intensificou depois que o presidente Abdulla Yameen decidiu desobedecer à ordem da Suprema Corte para libertar nove presos políticos e restabelecer doze parlamentares que dariam à oposição o controle do legislativo e potencialmente abriria caminho para um impeachment de Yameen. 
Em 5 de fevereiro de 2018, o presidente Abdulla Yameen declarou estado de emergência e ordenou a prisão de dois juízes da Suprema Corte das Maldivas, do presidente da Suprema Corte Abdulla Saeed e de Ali Hameed Mohamed, e do ex-presidente (também seu meio-irmão) Maumoon Abdul Gayoom.